# Stéphane Dujarric
Stéphane Dujarric de La Rivière, plus communément appelé Stéphane Dujarric, né le 20 août 1965 à Paris, est un haut fonctionnaire français.
Porte-parole du Secrétaire général des Nations unies du 1er juillet 2005 au 31 décembre 2006, il est en 2009 porte-parole du Programme des Nations unies pour le développement.

## Biographie
Stéphane Dujarric est étudiant à l'université de Georgetown de Washington, D.C., dans l'école Edmund A. Walsh des Affaires étrangères. Il en sort diplômé en 1988 et travaille pendant neuf ans comme journaliste pour ABC News au sein des bureaux de New York, Londres, et Paris.
Il devient par la suite un des porte-parole adjoints de Frederic Eckhard à l'ONU, puis est nommé porte-parole de Kofi Annan, secrétaire général de l'ONU en 2005. Il dut faire face durant cette période aux problèmes des détournements du programme onusien Pétrole contre nourriture et au conflit israélo-libanais de juillet 2006. En décembre 2006, avec l'élection de Ban Ki-moon au poste de secrétaire général, il est remplacé dans sa fonction par l'Haïtienne Michèle Montas.